# Wartenau (metropolitana di Amburgo)
Wartenau è una stazione della metropolitana di Amburgo, sulla U1.